# 217 Eudora
Eudora (asteroide 217) é um asteroide da cintura principal com um diâmetro de 66,24 quilómetros, a 2,0032326 UA. Possui uma excentricidade de 0,3033507 e um período orbital de 1 781,04 dias (4,88 anos).
Eudora tem uma velocidade orbital média de 17,56443379 km/s e uma inclinação de 10,45816º.
Este asteroide foi descoberto em 30 de Agosto de 1880 por Jérôme Coggia.